# ماینلویس
ماینلویس (به آلمانی: Mainleus) یک شهر در آلمان است که در بایرن واقع شده‌است.

## خصوصیات
ماینلویس ۴۹٫۴۱ کیلومترمربع مساحت دارد ۳۰۶ متر بالاتر از سطح دریا واقع شده‌است.